# Cidaria degenerata
Cidaria degenerata är en fjärilsart som beskrevs av Louis Beethoven Prout 1914. Cidaria degenerata ingår i släktet Cidaria och familjen mätare. Inga underarter finns listade i Catalogue of Life.